# Monte Azul
Monte Azul is een gemeente in de Braziliaanse deelstaat Minas Gerais. De gemeente telt 22.838 inwoners (schatting 2009).

## Aangrenzende gemeenten
De gemeente grenst aan Catuti, Espinosa, Gameleiras, Mamonas, Mato Verde, Pai Pedro en Santo Antônio do Retiro.